# Trung An, Cờ Đỏ
Trung An là một xã thuộc huyện Cờ Đỏ, thành phố Cần Thơ, Việt Nam.
Xã Trung An có diện tích 11,98 km², dân số theo tổng điều tra dân số năm 2019 là 16.242 người, mật độ dân số đạt 1.356 người/km².